# Une autre vie que la mienne
 (août 2023).
Si vous disposez d'ouvrages ou d'articles de référence ou si vous connaissez des sites web de qualité traitant du thème abordé ici, merci de compléter l'article en donnant les références utiles à sa vérifiabilité et en les liant à la section « Notes et références ».
Pour plus de détails, voir Fiche technique et Distribution.
Une autre vie que la mienne (Kobieta z...) est un film polonais de Małgorzata Szumowska et Michał Englert, sorti en 2023

## Fiche technique
Sauf indication contraire, les informations mentionnées dans cette section peuvent être confirmées par la base de données cinématographiques IMDb,  présente dans la section « Liens externes ».
- Titre original : Kobieta z...
- Titre français : Une autre vie que la mienne
- Réalisation : Małgorzata Szumowska et Michał Englert
- Pays d'origine : Pologne
- Format : Couleurs
- Genre : drame
- Durée : 132 minutes
- Date de sortie :
  - Italie : 8 septembre 2023 (Mostra de Venise 2023)

## Distribution
- Małgorzata Hajewska :
- Joanna Kulig :
- Bogumiła Bajor :
- Mateusz Wieclawek :

## Distinction

### Sélection
- Mostra de Venise 2023 : en compétition officielle[1]